# Hemibarbus brevipennus
 Hemibarbus brevipennus és una espècie de peix cipriniforme de la família dels ciprínids.

## Morfologia
Els mascles poden assolir els 35,1 cm de longitud total.

## Distribució geogràfica
Es troba a la Xina.